# Sarah Knafo
Pour les articles homonymes, voir Knafo.
Sarah Knafo, née le 24 avril 1993 aux Pavillons-sous-Bois (Seine-Saint-Denis), est une femme politique française d'extrême droite.
En 2020, après des études à Panthéon-Sorbonne, à Sciences Po et à l'ENA, elle devient magistrate à la Cour des comptes.
Elle mène la campagne présidentielle de 2022 d'Éric Zemmour, dont elle est la compagne et la principale conseillère.
Aux élections européennes de 2024, elle est élue députée européenne sur la liste Reconquête, conduite par Marion Maréchal. Elle siège au groupe L'Europe des nations souveraines.

## Situation personnelle

### Famille
Sarah Knafo naît en 1993 aux Pavillons-sous-Bois. Elle est issue d'une famille de juifs marocains qui ont émigré en France en 1967 après la guerre des Six Jours.

### Formation
Sarah Knafo suit une scolarité dans un établissement privé juif sous contrat, appartenant au réseau de l'Alliance israélite universelle, où elle obtient un baccalauréat en 2011.
Admise à la rentrée 2011 en classe préparatoire en économie, méthodes quantitatives et gestion, elle échoue au concours d'entrée du département D2 économie-gestion de l'École normale supérieure Paris-Saclay.
Elle entre finalement à l'Institut d'études politiques de Paris en 2013, où elle est admise au sein du master affaires publiques (diplômée en 2016). Elle obtient également une double licence d'économie et de science politique à l'université Panthéon-Sorbonne en 2014. Vers ses vingt ans, elle est inscrite aux cours du soir du cours Cochet-Delavene.
En 2017, après une première tentative, Sarah Knafo est reçue au concours d'entrée de l'École nationale d'administration (ENA), promotion Molière (2018-2020). Elle aurait notamment été encouragée à tenter le concours de l'ENA par Éric Zemmour.

### Vie privée et familiale
À partir de 2021, Sarah Knafo, qui avait été en couple avec Louis Sarkozy avant que celui-ci rencontre Capucine Anav en 2014, est présentée dans les médias comme la compagne d'Éric Zemmour, son aîné de 35 ans,,. En janvier 2022, lors d'une interview télévisée sur BFM TV, Éric Zemmour confirme leur liaison.

## Parcours professionnel

### Stage en ambassade et affectation à la Cour des comptes
En 2018, au cours de sa scolarité à l'ENA, Sarah Knafo effectue un stage à l'ambassade de France en Libye, à l'époque transférée à Tunis. Elle travaille notamment sur les routes migratoires, expérience qu'elle fait ensuite valoir lors d'un second stage à la Direction générale des Étrangers en France. C'est dans le cadre de ces stages qu'elle rédige un « guide pratique » à destination de l'administration centrale, destiné à faciliter les procédures d'expulsion des clandestins.
Au printemps 2020, elle intervient à la préfecture de Seine-Saint-Denis en tant que « haut fonctionnaire en renfort Covid-19 », pour lequel elle est décorée de la médaille d'honneur pour acte de courage et de dévouement sur décision du préfet, Georges-François Leclerc.
En 2019, son classement à la fin de ses études à l'ENA lui ouvre la porte des grands corps de l'État. Elle devient auditrice à la Cour des comptes en 2020. Elle fait partie de la brigade qui contrôle les comptes annuels du palais de l'Élysée au printemps 2020.

### Mise en disponibilité de la Cour des comptes
En septembre 2021, elle est mise en disponibilité de la Cour des comptes après avoir été rappelée à l'ordre deux fois par son premier président, Pierre Moscovici, afin d'en respecter la déontologie et en raison de son engagement politique aux côtés d'Éric Zemmour,.

## Engagements politiques

### Membre de l'UNI et de l'UMP
Durant sa scolarité à Sciences Po (2013-2017), Sarah Knafo rejoint l'Union nationale inter-universitaire (UNI), ainsi que l'association étudiante « Critique de la raison européenne » (CRE), qui défend des positions souverainistes et eurosceptiques,. Dans ce cadre, elle rencontre Hubert Védrine, Jean-Pierre Chevènement, Régis Debray, Alain Finkielkraut et Marie-France Garaud.
Le Monde la dit « séduite par le sarkozysme de 2012 », époque à laquelle elle adhère à l'Union pour un mouvement populaire (UMP). Elle rencontre Henri Guaino en 2014, puis distribue des tracts parmi les Jeunes avec Guaino. Si elle laisse volontiers dire qu'elle a été sa « collaboratrice parlementaire », Le Monde précise que c'est « à la surprise de la véritable collaboratrice, qui ne l'a jamais vue au bureau ».
En 2015, alors adhérente à l'UMP, elle se déclare favorable à la création d'une section étudiante du Front national à Sciences Po. En vue de la primaire de la droite et du centre de 2016, elle soutient Henri Guaino, qui ne se porte finalement pas candidat.
Elle suit des cours au sein du Claremont Institute (en), en Californie, un think tank rassemblant des proches de Donald Trump, et fait partie des réseaux « trumpistes » européens.

### Principale conseillère d'Éric Zemmour
En septembre 2019, elle est, avec Jacques de Guillebon, l'une des principales organisatrices de la « Convention de la droite », dont Marion Maréchal et Éric Zemmour sont les têtes d'affiche, et qui vise à favoriser l'union des droites. Depuis, elle apparaît, selon Le Monde, comme « la pièce maîtresse [du] dispositif » conduisant Éric Zemmour à se porter candidat à l'élection présidentielle de 2022. Elle lui apporte son réseau constitué de jeunes de l'Institut de formation politique — école financée par Charles Gave —, de ses camarades de l'Union nationale inter-universitaire et de militants de La Manif pour tous. Elle rapproche Marion Maréchal, qui est l'une de ses amies, d'Éric Zemmour.

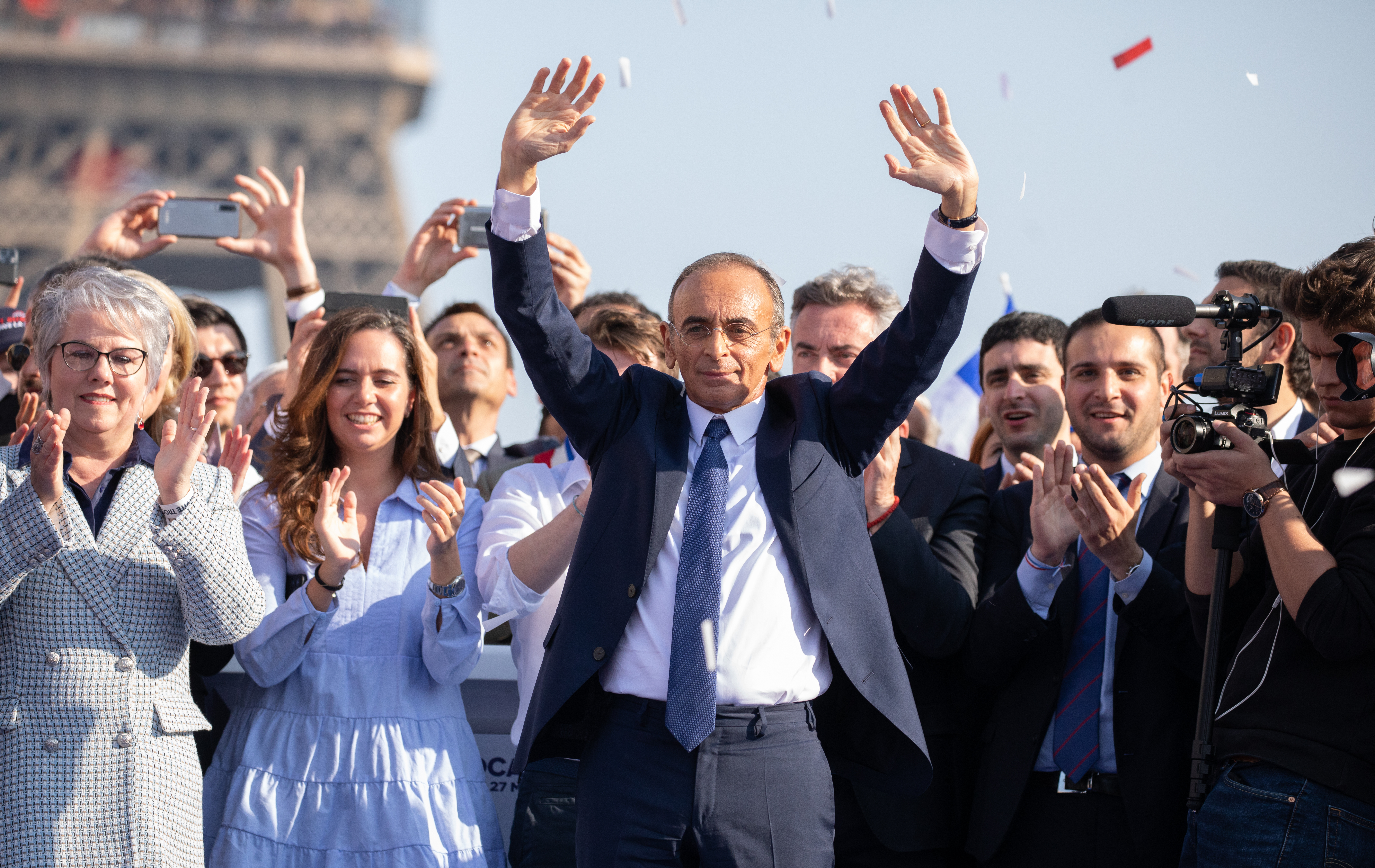
Sarah Knafo aux côtés d'Éric Zemmour à la fin de son meeting au Trocadéro le 27 mars 2022.

Au début de l'année 2021, L'Express indique qu'elle est depuis plusieurs années conseillère d'Éric Zemmour, un ami de sa famille, dans l'éventualité d'une candidature à l'élection présidentielle de 2022,. Selon L'Obs, elle organise dans son appartement du Quartier latin des rencontres entre Éric Zemmour et Nicolas Dupont-Aignan pour évoquer une potentielle candidature du premier à la présidentielle. Elle aurait également organisé des entrevues avec Marion Maréchal et Laurent Wauquiez. En octobre 2021, Mediapart révèle son rôle de directrice de la campagne d'Éric Zemmour. Son titre officiel est celui de « directrice stratégique de la campagne ». Antoine Diers, cadre de l'équipe de campagne d'Éric Zemmour, la fait applaudir lors de la réunion publique de Villepinte de novembre 2021, la présentant comme « celle qui est à l'origine de tout ». En officialisant sa relation avec elle en janvier 2022, Éric Zemmour précise que « sans elle, il n'y aurait pas eu de campagne ».
Elle perçoit pendant la campagne un salaire mensuel de 6 000 euros. D'après L'Express, elle devrait continuer à toucher cette somme en tant que salariée du parti Reconquête après la présidentielle.

### Députée européenne
Sarah Knafo est candidate en troisième position sur la liste de Reconquête aux élections européennes en France, avec comme tête de liste Marion Maréchal. Durant la campagne, les médias se font l'écho de tensions entre cette dernière, qui se refuse à entrer en confrontation directe avec le Rassemblement national conduit par Jordan Bardella, et le couple Zemmour-Knafo, réputé plus proche des Républicains face à la montée du RN. Reconquête ayant finalement dépassé le seuil des 5 % des voix et obtenu cinq parlementaires, Sarah Knafo devient députée européenne.
Contrairement aux quatre autres élus, qui quittent le parti en raison de désaccords stratégiques aux élections législatives anticipées de 2024, Sarah Knafo reste membre de Reconquête et décide de siéger au sein du groupe européen d'extrême droite L'Europe des nations souveraines, co-présidé par René Aust et Stanisław Tyszka et comptant principalement des députés issus de l'Alternative pour l'Allemagne (AfD) ; elle devient l'une des trois vice-présidentes du groupe,. Elle devient la « principale figure médiatique du parti Reconquête », éclipsant Éric Zemmour.

## Association de conseils de lecture personnalisés
En 2021, elle fonde avec le romancier Alexandre Galien l'association Alexandre & Aristote, dont l'objet est de « diffuser la culture notamment en donnant des conseils de lecture personnalisés » grâce à une plateforme fonctionnant avec un algorithme d'intelligence artificielle. Le nom de l'association fait référence à une citation de Charles de Gaulle dans son ouvrage Vers l'armée de métier : « Au fond des victoires d'Alexandre, on retrouve toujours Aristote ».
L'association tisse notamment un partenariat avec la médiathèque du Blanc-Mesnil, en Seine-Saint-Denis. Après l'achat par le maire pour le compte de la médiathèque municipale de dix mille ouvrages recommandés par l'association, des bibliothécaires du Blanc-Mesnil, qui disent ne pas avoir été consultés à ce sujet, s'inquiètent du sens de ces acquisitions, en raison des liens entre Sarah Knafo et Éric Zemmour.

## Prises de position

### Positionnement politique
Sarah Knafo se positionne à l'extrême droite de l'échiquier politique,,,,,,.

### Politique internationale
Elle cultive des liens avec les réseaux pro-Trump, participant à l'investiture de Donald Trump en janvier 2025 et développant des relations avec les cercles conservateurs américains via un think tank, le Claremont Institute (en).
Son invitation à l'investiture de Trump lui est transmise par Jacob Helberg (en), un conseiller franco-américain nommé sous-secrétaire d'État à la Croissance, à l'Économie et à l'Environnement (en) dans l'administration Trump. Helberg la convie également à la résidence Mar-a-Lago de Trump à l'automne 2024 pour une cérémonie en hommage aux victimes de l'attaque du 7 octobre 2023.
Dans un discours au Parlement européen en septembre 2024, elle affiche son soutien à Elon Musk. En février 2025, elle partage sur X une vidéo traduite en anglais dans laquelle elle salue les initiatives prises par le milliardaire à travers le département de l'Efficacité gouvernementale et adopte sa rhétorique en critiquant certaines dépenses de la Commission européenne.

## Plaintes pour atteinte à la vie privée
En septembre 2021, Paris Match publie en couverture une photo de vacances la représentant avec Éric Zemmour ; tous deux attaquent alors le journal en justice pour atteinte à la vie privée,. En novembre de la même année, Closer affirme qu'elle est enceinte d'Éric Zemmour, rumeur qui est reprise dans la presse people et qu'elle dément. Elle porte plainte contre Closer, Public et Voici dans le contexte du début officiel de la campagne présidentielle,.
Paris Match est relaxé en 2022, tandis que Closer, Public et Voici sont condamnés en juin 2024 pour atteinte à la vie privée et à l'image de Sarah Knafo.